# Sherhonte
Sherhonte is een van oorsprong Griekse voornaam die betekent: "zij die liefheeft".
Het is een naam die vooral in de Verenigde Staten voorkomt. In Nederland en België is de naam weinig bekend.
De feestdag van de naam Sherhonte is op 18 januari.